# Abadia da Dormição
Abadia da Dormição é uma abadia e o nome de uma comunidade beneditina em Jerusalém, no Monte Sião do lado exterior das muralhas da Cidade Antiga, próxima ao Portão de Sião.
Entre 1998 e 2006, a comunidade ficou conhecida como Abadia Hagia Maria de Sião da Virgem Maria, uma referência à Basílica de Hagia Maria Sion que antigamente ficava no local, mas voltou ao nome original durante as celebrações de seu centésimo aniversário em 2006. Hagia Maria Sion agora é o nome da fundação que sustenta os edifícios, a comunidade e o trabalho acadêmico da abadia.

## Local e os edifícios
Durante sua visita a Jerusalém em 1898 para a dedicação da Igreja do Redentor (luterana), o cáiser Guilherme II comprou este pedaço de terra no Monte Sião por 120 000 marcos de ouro do sultão Abdulamide II e o presenteou para a "União Germânica da Terra Santa" ("Deutscher Verein vom Heiligen Lande").
De acordo com a tradição local, foi neste local, próximo ao local da Última Ceia, que a Virgem Maria morreu. Na ortodoxia e no catolicismo, e também na linguagem da Bíblia, a "morte" é geralmente chamada de "sono" ou "dormição", e este foi daí que surgiu o nome original do mosteiro, sendo que a igreja foi chamada de Basílica da Assunção (ou Basílica da Dormição).
O arquiteto e gerente predial da Diocese de Colônia Heinrich Renard (1868–1928) investigou o local em 1899 e descobriu restos de uma igreja bizantina chamada "Hagia Sion" e também de outras igrejas. Ligado ao tema está a tese de Bargil Pixner sobre uma Igreja de Sião, Jerusalém, pré-cruzadas. A direção da construção foi de Theodor Sandel, um membro da Sociedade do Templo e um morador de Jerusalém. A pedra angular foi colocada em 7 de outubro de 1900 e a construção terminou em apenas dez anos; a basílica foi dedicada em 10 de abril de 1910 pelo patriarca latino de Jerusalém.

## Comunidade beneditina
Os primeiros monges já haviam sido enviados para Jerusalém em 1906 vindos da Abadia de Beuron na Alemanha. Eles foram internados pela primeira vez entre 1918 e 1921, depois do final da Grande Guerra. Em 1926, o mosteiro foi elevado ao status de abadia dentro da Congregação de Beuron. Entre 1939 e 1945, os monges alemães foram internados pela segunda vez e, então, pela terceira como resultado da Guerra árabe-israelense de 1948 (1947-1949). A abadia estava localizada em território controlado pelos israelenses em Monte Sião, diretamente de frente para o território controlado pelos jordanos dentro da cidade murada.
Em 1951, a abadia se separou da Congregação de Beuron e foi colocada sob a supervisão direta do abade-primaz da Confederação Beneditina em Roma.
A comunidade elegeu seu primeiro abade em 1979.

## Arquitetura
A presente igreja é um edifício circular com diversos nichos contendo altares e um coro. Duas escadas espirais levam à cripta, o local onde se acredita que ocorreu a Dormição da Virgem Maria, e também ao órgão e à galeria, de onde duas das quatro torres da igreja podem ser alcançadas.
Por respeito ao vizinho local sagrado muçulmano de Nebi Daud ("túmulo de David"), que atualmente ocupa o edifício onde tradicionalmente se acredita que a Última Ceia se realizou (o "cenáculo"), a torre com o sino foi construída a uma distância suficiente para que sua sobra jamais chegue a Nebi Daud. Por isso, não é possível chegar até ela por dentro da igreja.

## Trabalhos acadêmicos
Desde 1973, a abadia tem sediado um ano de estudo ecumênico para estudantes de teologia da Alemanha, Áustria e Suíça com desempenho excepcional. O currículo abrange estudos bíblicos, temas ortodoxos, judaicos e islâmicos.

## Ataques
Em outubro de 2012 e novamente em maio e junho de 2013, a abadia foi vandalizada por grafites de insultos anticristãos em hebraico. As ofensas, como "Jesus, filho da p..., vendido" comparava cristãos a macacos e clamava por vingança contra Jesus. Dois carros também foram pichados com palavrões e tiveram seus pneus furados. Um dos portões do cemitério grego-ortodoxo vizinho também foi vandalizado.

## Galeria

Imagens da igreja
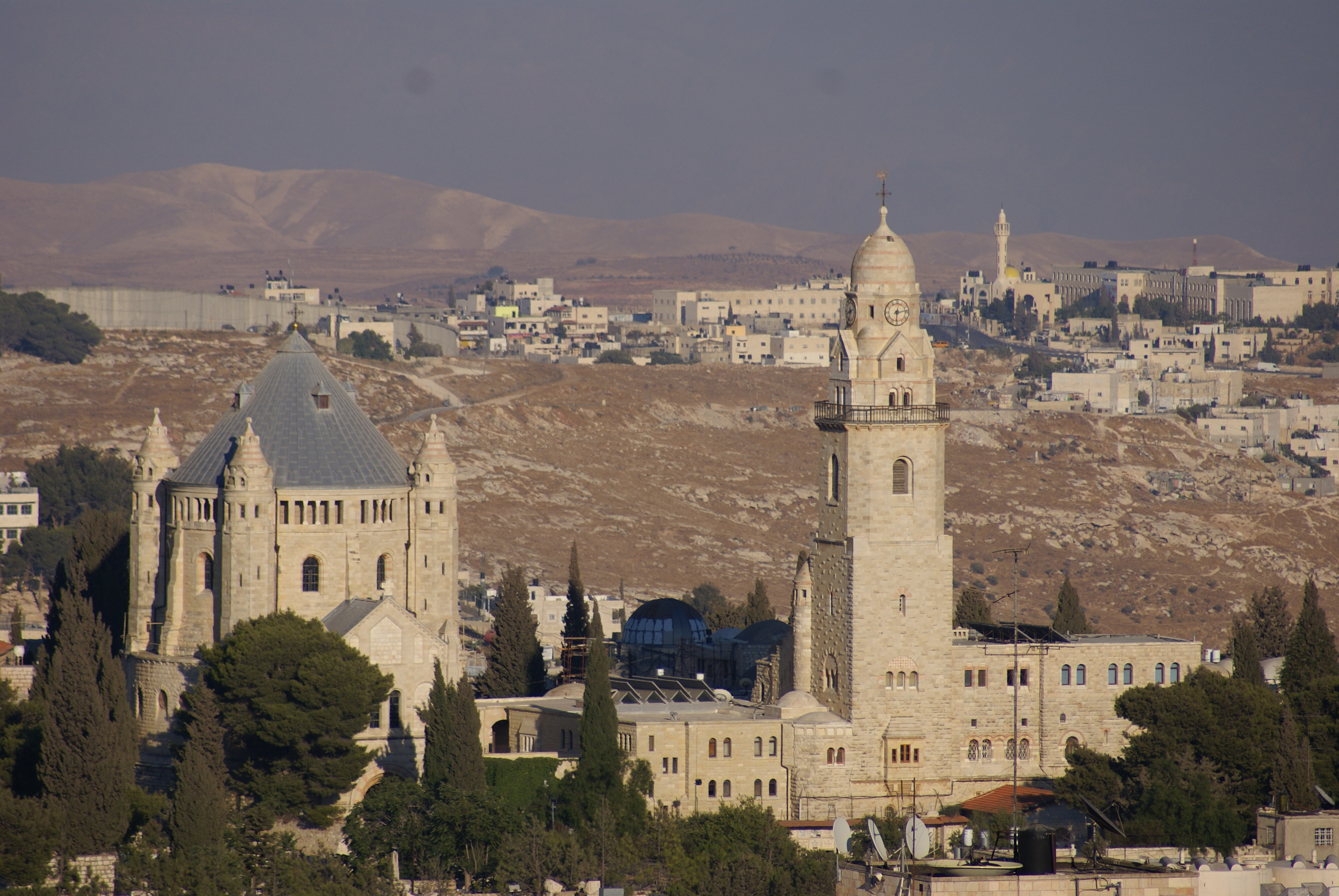
Vista
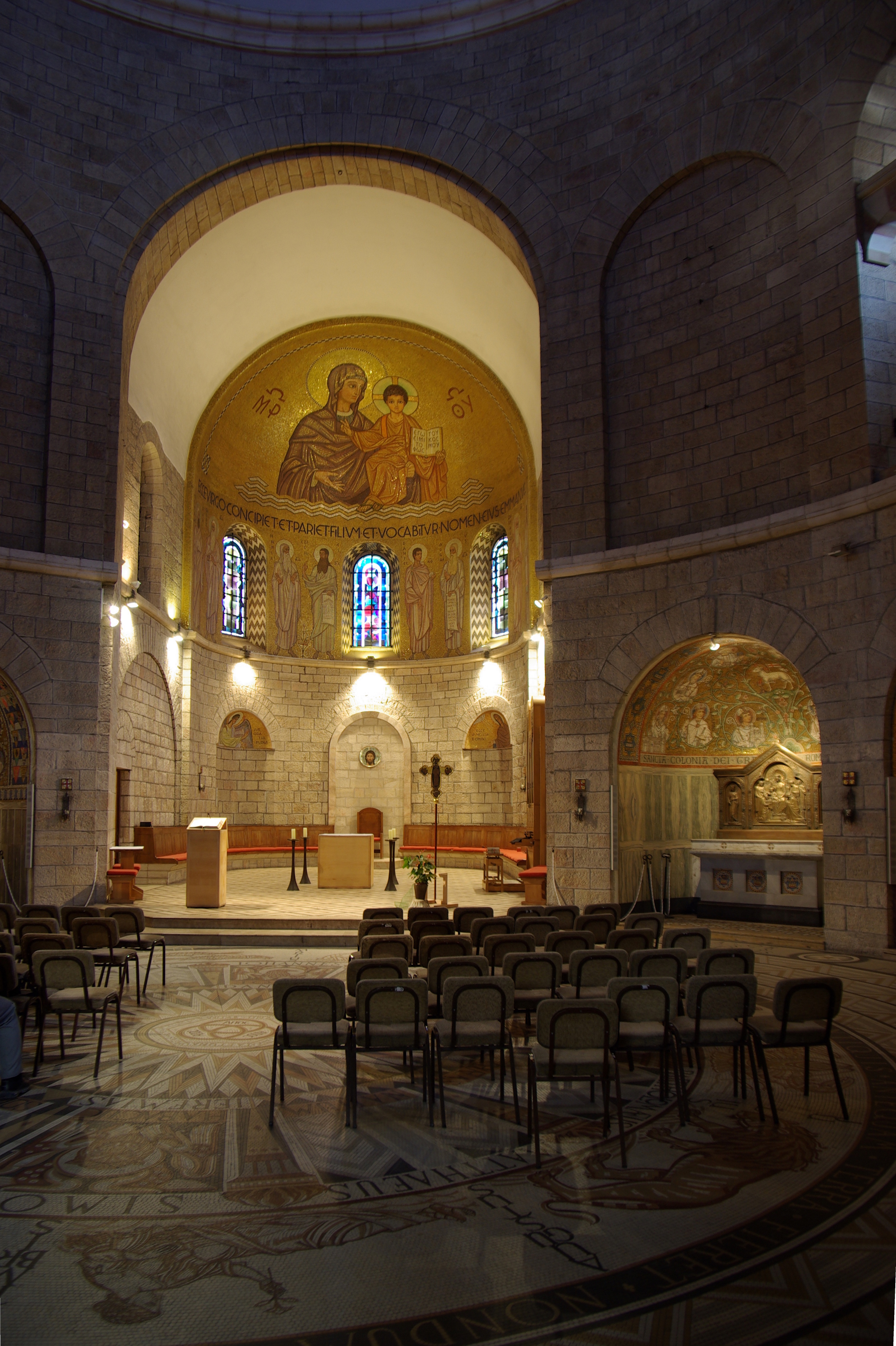
Vista geral do interior
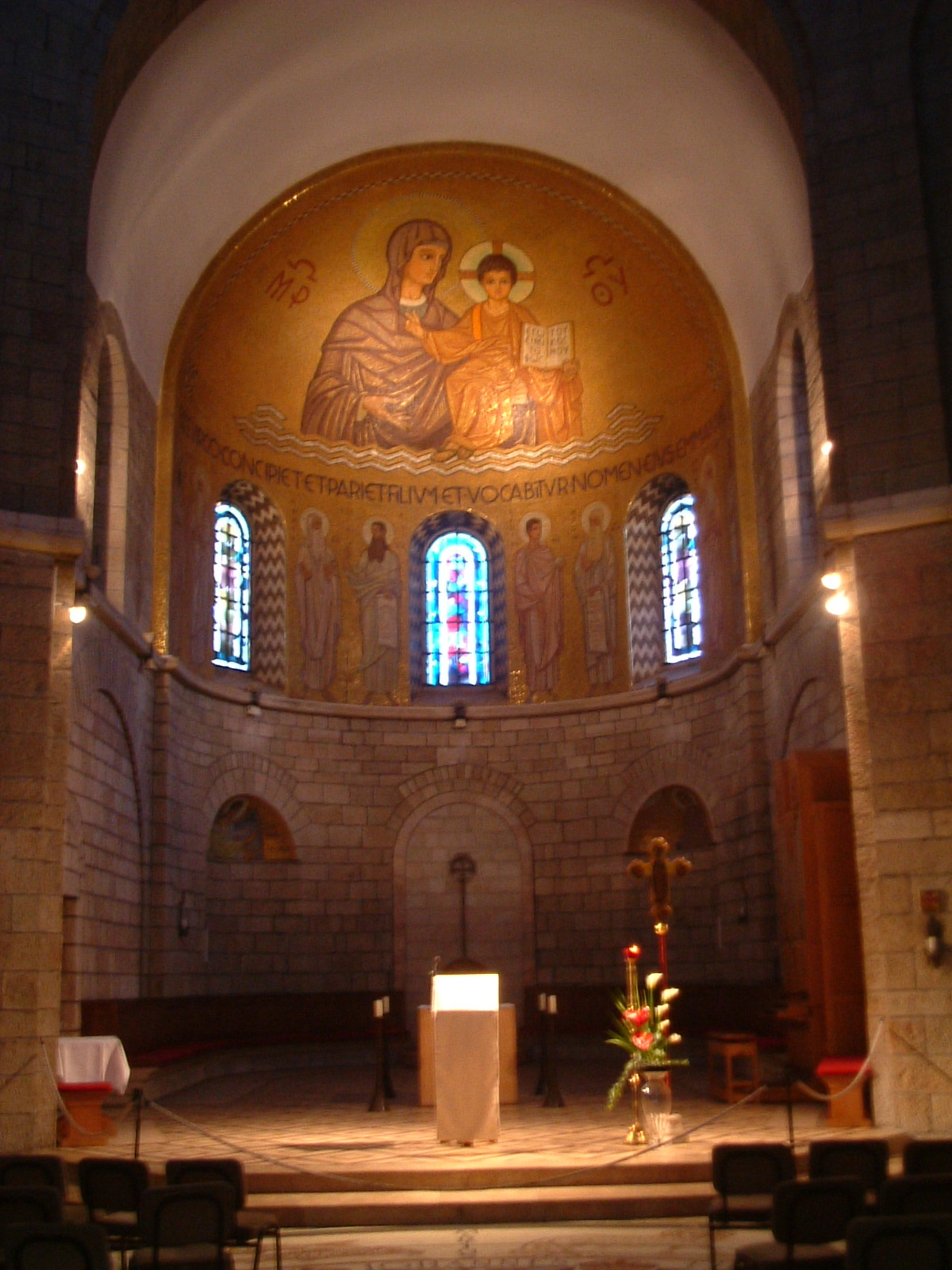
Altar na basílica
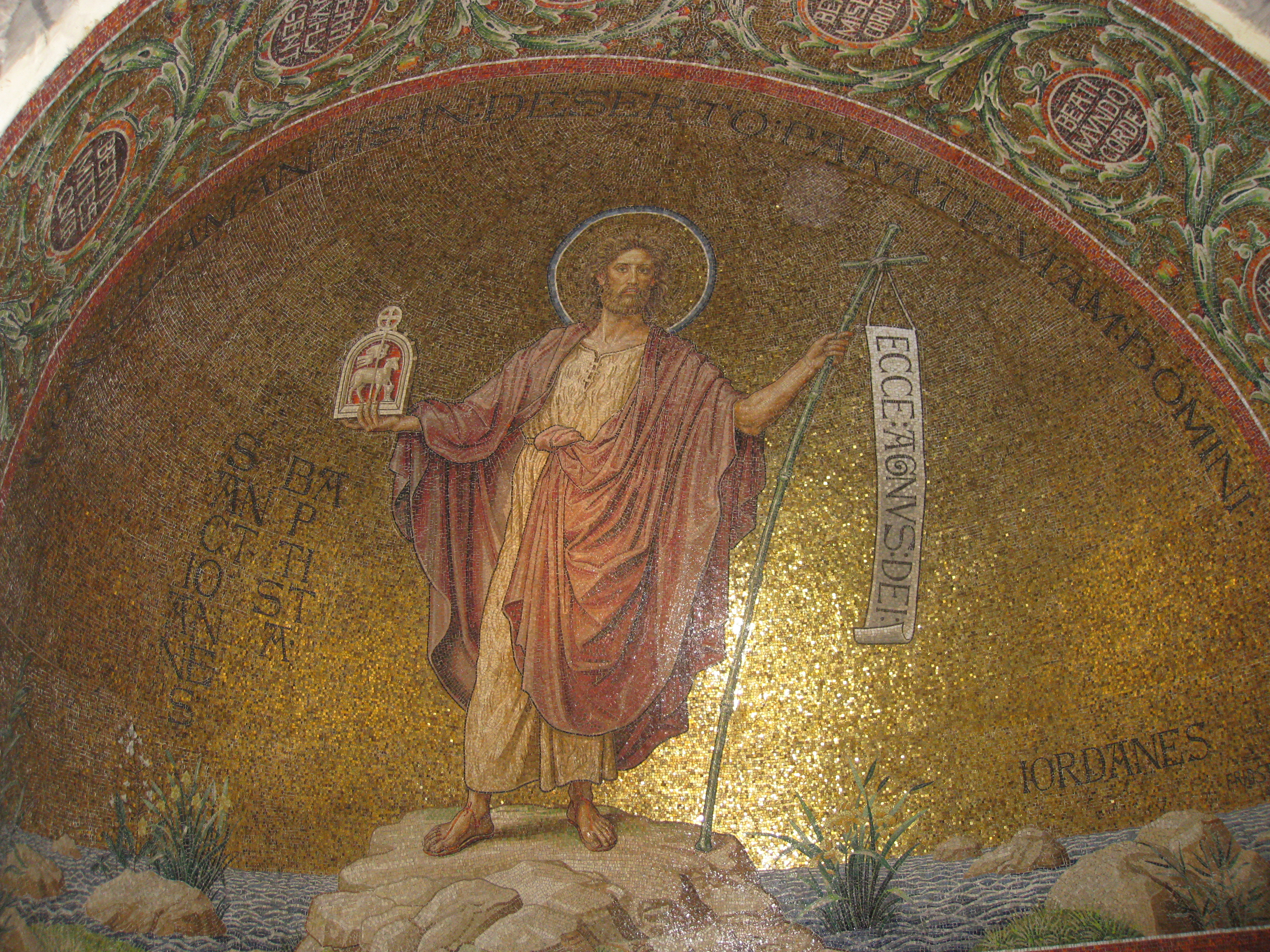
Mosaico do Agnus Dei
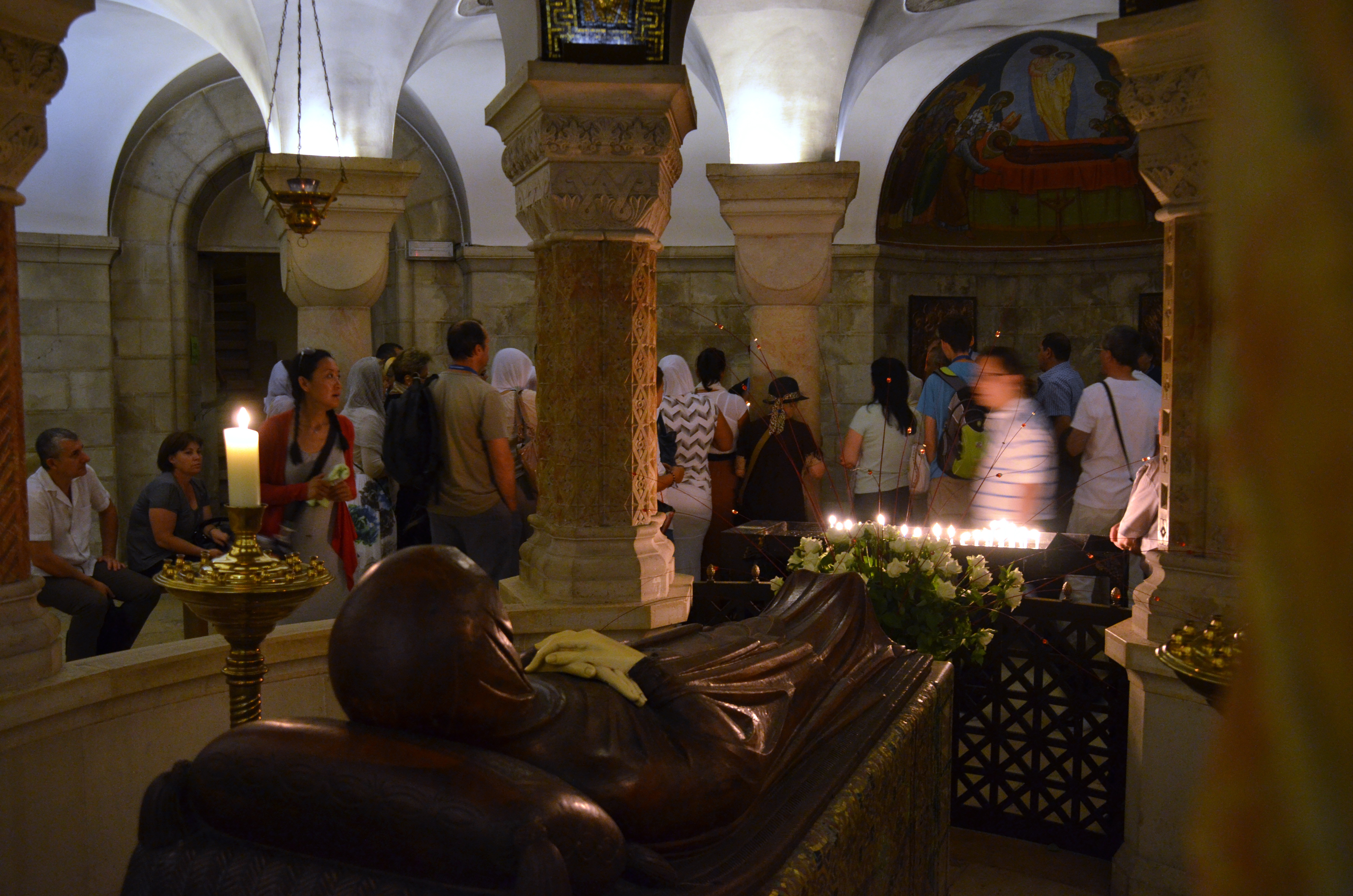
Vista geral da cripta
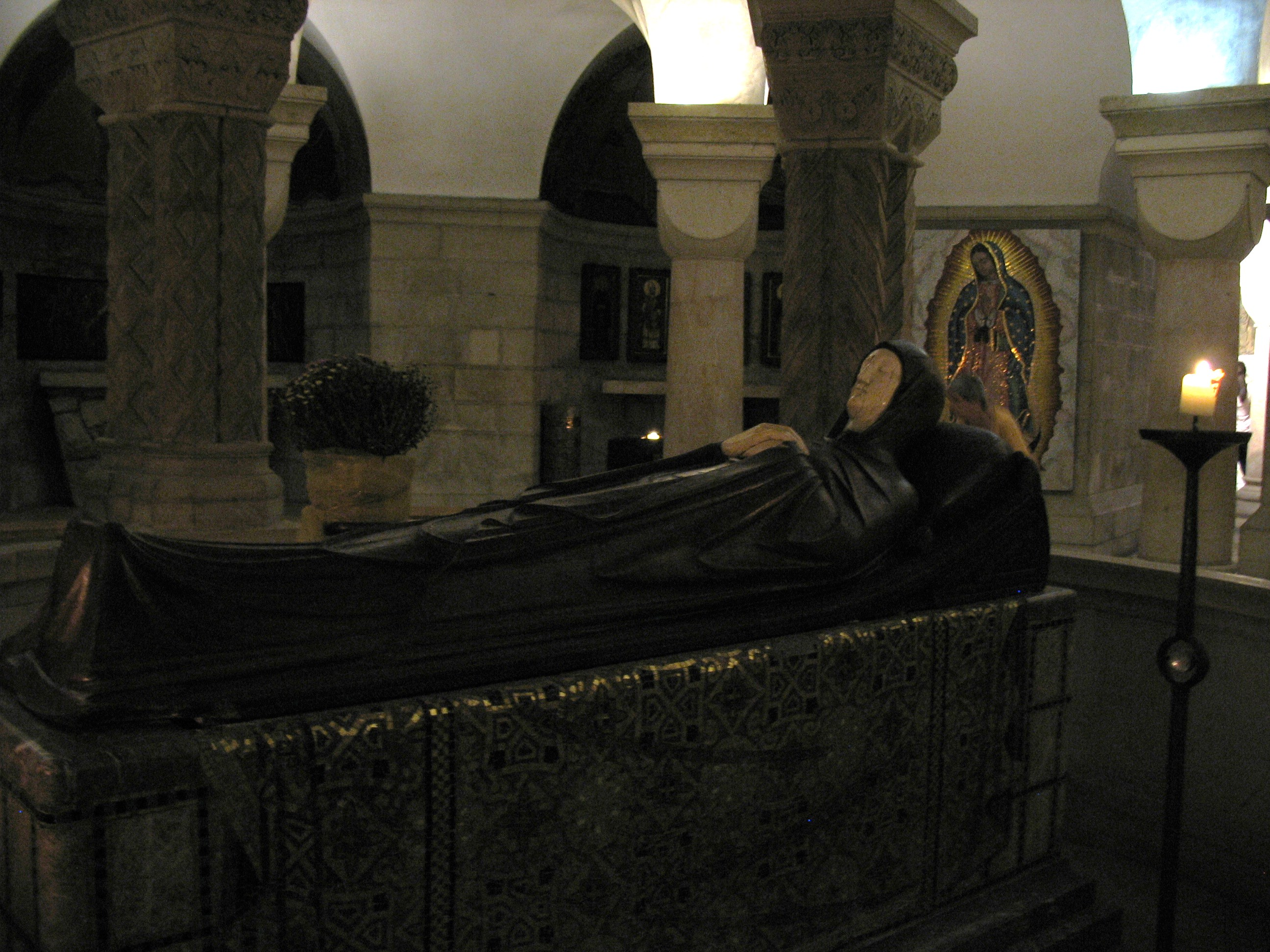
Monumento à Dormição de Maria